# Tituly a vyznamenání Jorgeho Sampaia

Erb Jorgeho Sampaia jakožto Řádu Karla III.

Jorge Sampaio portugalský politik a bývalý prezident Portugalska, obdržel během svého života řadu státních i nestátních vyznamenání a ocenění, a to jak portugalských, tak zahraničních. Během svého funkčního období prezidenta Portugalska byl také velmistrem portugalských řádů.

## Vyznamenání

### Portugalská vyznamenání

#### Velmistr 9.března 2006 – 9.března 2016
- Stuha tří řádů
- Řád věže a meče
- Řád Kristův
- Řád avizských rytířů
- Řád svatého Jakuba od meče
- Řád prince Jindřicha
- Řád svobody
- Řád za zásluhy
- Řád veřejného vzdělávání

#### Osobní portugalská vyznamenání

Erb prezidenta Portugalska jakožto rytíře Řádu Isabely Katolické

- velkodůstojník Řádu prince Jindřicha – 3. srpna 1983[1]
- velkokříž s řetězem Řádu věže a meče – 9. března 2006[1]
- velkokříž s řetězem Řádu svobody – 9. března 2006[1]
- velkokříž s řetězem Řádu prince Jindřicha – 5. dubna 2018[1]

### Zahraniční vyznamenání
- Alžírsko
  -  athir Národního řád za zásluhy – 2. prosince 2003 – udělil prezident Abdelazíz Buteflika[2]
- Argentina
  -  velkokříž s řetězem Řádu osvoboditele generála San Martína – 12. prosince 2002[3]
- Belgie
  -  velkokříž Řádu Leopolda – 9. října 2000[3]
- Brazílie
  -  velkokříž Řádu Jižního kříže – 22. srpna 1991[3]
  -  velkokříž Řádu Rio Branco – 25. července 1996[3]
- Estonsko
  -  Řád kříže země Panny Marie I. třídy s řetězem  – 8. května 2003[3][4]
  -  Řád bílé hvězdy I. třídy s řetězem – 25. listopadu 2005[3][5]
- Finsko
  -  rytíř velkokříže Řádu finského lva – 8. března 1991[3]
  -  rytíř velkokříže s řetězem Řádu bílé růže – 2002[6]
- Francie
  -  rytíř velkokříže Řádu čestné legie – 29. listopadu 1999[3]
- Gabon
  -  rytíř velkokříže Řádu rovníkové hvězdy – 8. ledna 2002
- Guinea-Bissau
  - Řád Collina di Boé  – 2. července 1996[3]
- Chile
  -  rytíř velkokříže Řádu Bernarda O'Higginse – 5. března 1993[3]
  -  velkokříž s řetězem Řádu za zásluhy – 30. září 2001[3]
- Itálie
  -  rytíř velkokříže s řetězem Řádu zásluh o Italskou republiku – 27. listopadu 2001[3][7]
- Kapverdy
  -  Řád Amílcara Cabrala I. třídy – 26. března 2001[3]
- Kypr
  -  rytíř velkokříže Řádu za zásluhy Kyperské republiky – 21. prosince 1990[3]
- Litva
  -  rytíř velkokříže Řádu Vitolda Velikého – 13. května 2003[3][8]
- Lotyšsko
  -  velkokříž s řetězem Řádu tří hvězd – 8. května 2003 – udělila prezidentka Vaira Vīķe-Freiberga[9]
- Lucembursko
  -  Nasavský domácí řád zlatého lva – 15. září 2010[3]
- Maďarsko
  -  rytíř velkokříže Záslužného řádu Maďarské republiky – 22. dubna 1999[3]
  -  velkokříž s řetězem Záslužného řádu Maďarské republiky – 23. září 2002[3][10]
- Maroko
  -  velkokříž Řádu Ouissam Alaouite – 27. července 1995[3]
- Mexiko
  -  řetěz Řádu aztéckého orla – 15. května 1999[3]
- Mosambik
  -  Řád přátelství a míru I. třídy – 12. května 1997[3]
- Německo
  -  velký záslužný kříž s hvězdou Záslužného řádu Spolkové republiky Německo – 15. října 1996[3]
  -  velkokříž Záslužného řádu Spolkové republiky Německo – 17. května 1999[3]
- Nizozemsko
  -  rytíř velkokříže Řádu dynastie Oranžsko-Nasavské – 25. března 1992[3]
- Norsko
  -  rytíř velkokříže Řádu svatého Olafa – 3. února 2004[3][11]
- Paraguay
  -  řetěz Národní řádu za zásluhy – 4. ledna 2006[3]
- Polsko
  -  rytíř Řádu bílé orlice – 9. října 1997[3]
- Rakousko
  -  velkohvězda Čestného odznaku Za zásluhy o Rakouskou republiku – 2002[12]
- Rumunsko
  -  velkokříž s řetězem Řádu rumunské hvězdy – 15. března 2000[3]
- Řecko
  -  velkokříž Řádu Spasitele – 10. března 1999
- Slovensko
  -  Řád bílého dvojkříže I. třídy – 2003[13]
- Slovinsko
  -  Řád svobody Slovinské republiky ve zlatě – 22. března 2000 – za služby při podpoře přátelských vztahů mezi Slovinskem a Portugalskem[14]
- Spojené království
  -  čestný rytíř velkokříže Královského Viktoriina řádu – 27. dubna 1993
  -  čestný rytíř velkokříže Řádu svatého Michala a svatého Jiří – 2001[15]
- Španělsko
  -  rytíř velkokříže s řetězem Řádu Isabely Katolické – 17. května 1996 – udělil král Juan Carlos I.[16]
  -  rytíř velkokříže s řetězem Řádu Karla III. – 8. září 2000 – udělil král Juan Carlos I.[17]
- Tunisko
  -  velkokříž Řádu republiky – 12. července 1994[3]
  -  velkokříž Řádu 7. listopadu[3]
- Ukrajina
  -  Řád knížete Jaroslava Moudrého I. třídy – 13. dubna 1998[3]
- Venezuela
  -  velkokříž s řetězem Řádu osvoboditele – 24. června 2002[3]
  -  rytíř velkokříže Řádu Francisca de Mirandy – 24. června 2002[3]

### Nestátní ocenění
- North-South Prize – Rada Evropy, 2008
- Nelson Rolihlahla Mandela Prize – 2015 – za svůj boj za obnovení demokracie v Portugalsku, pro bono obraně politických vězňů a za zvýšení povědomí o tuberkulóze jakožto první zvláštní vyslanec generálního tajemníka OSN k zastavení tuberkulózy